# Nana Banana
Nana Banana (hebr. ‏נהנה בננה‎) – singel izraelskiej piosenkarki Netty.

## Tło
Piosenkę napisali i skomponowali Natan Goshen, Netta oraz Stav Beger. 12 maja 2019 roku Netta odbyła konferencję prasową w Zappa Tel Aviv, gdzie wykonała piosenkę po raz pierwszy.

## Występy na żywo
Netta wykonała singel na żywo 18 maja 2019 roku na 64. Konkursie Piosenki Eurowizji jako jeden z występów interwałowych, który odbył się w Centrum Konferencyjnym Tel Awiwu w Tel Awiw-Jafa na terenie Izraela.

## Odbiór

### Odbiór krytyczny
Krytyk muzyczny Yossi Khersonsky ocenił ten utwór na 3,5 gwiazdki na 5.

### Odbiór komercyjny
Singel dostał się na pierwsze miejsca izraelskich list przebojów. Ponadto dostał się do tygodniowej listy Wspólnoty Niepodległych Państw oraz list rosyjskich (zarówno tygodniowych, jak i miesięcznych oraz rocznych).

## Listy utworów
| Digital download / media strumieniowe | Digital download / media strumieniowe | Digital download / media strumieniowe |
| Nr                                    | Tytuł utworu                          | Długość                               |
| ------------------------------------- | ------------------------------------- | ------------------------------------- |
| 1.                                    | „Nana Banana”                         | 3:04                                  |

| Digital download / media strumieniowe – remix album – Nana Banana (Global Remixes). | Digital download / media strumieniowe – remix album – Nana Banana (Global Remixes). | Digital download / media strumieniowe – remix album – Nana Banana (Global Remixes). |
| Nr                                                                                  | Tytuł utworu                                                                        | Długość                                                                             |
| ----------------------------------------------------------------------------------- | ----------------------------------------------------------------------------------- | ----------------------------------------------------------------------------------- |
| 1.                                                                                  | „Nana Banana” (Thomas Gold Remix)                                                   | 2:48                                                                                |
| 2.                                                                                  | „Nana Banana” (Dalit Rechester & Yinon Yahel Remix)                                 | 4:52                                                                                |
| 3.                                                                                  | „Nana Banana” (Dego & Pangea Remix)                                                 | 5:03                                                                                |
|                                                                                     |                                                                                     | 12:43                                                                               |

## Personel
|  | - Stav Beger – produkcja, muzyka, wokal wspierający, keyboard, miksowanie, mastering - Nathan Goshen – muzyka, wokal wspierający - Netta – muzyka, wokal, wokal wspierający - Liron Carakukly – wokal wspierający - Shimon Yihye – gitara - Eyal Sela – flet | - Nagrane w Stav Beger Studios (Tel Awiw-Jafa) - Opublikowane przez Tedy Productions - AVOXVISION – produkcja teledysku |

## Notowania
| Terytorium | Notowanie          | Pozycja | Źr.                   |
| ---------- | ------------------ | ------- | --------------------- |
| Izrael     | Media Forest       | 1       | [ potrzebny przypis ] |
| Izrael     | TV Media Forest    | 1       | [ potrzebny przypis ] |
| Izrael     | Galgalatz          | 1       | [ potrzebny przypis ] |
| Rosja      | Top Radio Hits     | 27      | [ 7 ]                 |
| Rosja      | Top Radio New Hits | 26      | [ 8 ]                 |
| WNP        | Top Radio Hits     | 15      | [ 6 ]                 |

| Terytorium | Notowanie          | Pozycja | Źr.    |
| ---------- | ------------------ | ------- | ------ |
| Rosja      | Top Radio Hits     | 15      | [ 9 ]  |
| Rosja      | Top Radio New Hits | 15      | [ 10 ] |

| Terytorium | Notowanie          | Pozycja | Źr.    |
| ---------- | ------------------ | ------- | ------ |
| Rosja      | Top Radio Hits     | 183     | [ 11 ] |
| Rosja      | Top Radio New Hits | 120     | [ 12 ] |

## Historia wydania
| Obszar     | Data             | Format                      | Wersja         | Wytwórnia                               | Przypis |
| ---------- | ---------------- | --------------------------- | -------------- | --------------------------------------- | ------- |
| Cały świat | 20 września 2019 | digital download, streaming | Global Remixes | Tedy Productions, BMG Rights Management | [ 16 ]  |
| Cały świat | 20 września 2019 | MP3                         | Global Remixes | S-Curve Records                         | [ 17 ]  |
| Cały świat | 10 maja 2019     | MP3                         | oryginał       | S-Curve Records                         | [ 18 ]  |
| Cały świat | 10 maja 2019     | digital download, streaming | oryginał       | Tedy Productions, BMG Rights Management | [ 19 ]  |